# 벨링에시

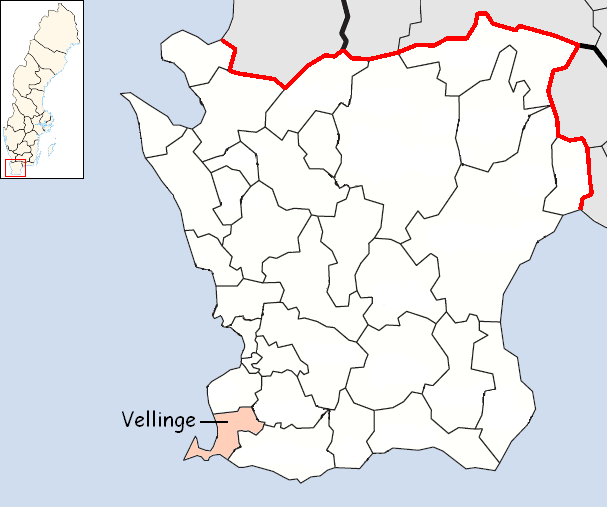
벨링에 시의 위치

벨링에시(스웨덴어: Vellinge kommun)는 스웨덴 스코네주에 위치한 지방 자치체로 행정 중심지는 벨링에이며 면적은 705.46km2, 인구는 35,257명(2016년 12월 31일 기준), 인구 밀도는 50명/km2이다.

시 문장